# Droga wojewódzka 815
Die Droga wojewódzka 815 (DW 815) ist eine 61 Kilometer lange Droga wojewódzka (Woiwodschaftsstraße) in der polnischen Woiwodschaft Lublin, die Wisznice mit Lubartów verbindet. Die Strecke liegt im Powiat Bialski, im Powiat Parczewski und im Powiat Lubartowski.

## Streckenverlauf
Woiwodschaft Lublin, Powiat Bialski
-  Wisznice (DK 63, DW 812)
- Horodyszcze
- Jabłoń

Woiwodschaft Lublin, Powiat Parczewski
-  Przewłoka (DW 818)
-  Parczew (DW 813, DW 819)
-  Żminne (DW 814)
- Siemień
- Działyń
- Juliopol

Woiwodschaft Lublin, Powiat Lubartowski
- Brzeźnica Leśna
- Niedźwiada
-  Klementynów (DW 821)
- Szczekarków
-  Lubartów (DK 19)